# Метален дървесинопробиващ бръмбар
Металните дървесинопробиващи бръмбари (Euchroma giganteum) са вид насекоми от семейство Бронзовки (Buprestidae).
Таксонът е описан за пръв път от Карл Линей през 1758 година.